# Louis Raphaël I Sako
Louis Raphaël I Sako, tên thật là Louis Sako (sinh 1948) là một Hồng y người Iraq của Giáo hội Công giáo Rôma, Thượng phụ của Giáo hội Công giáo Canđê, trực thuộc Giáo hội Công giáo Rôma. Ông hiện đảm nhận vai trò Hồng y Đẳng Thượng phụ, Thượng phụ Giáo hội Công giáo Canđê Tòa Thượng phụ Baghdad (tên cũ:Babylon) Chủ tịch Hội đồng Giám mục Công giáo Canđê, Chủ tịch Hội đồng Giám mục Công giáo Canđê Iraq, từ năm 2013.
Vốn là một giáo sĩ trong vai trò lãnh đạo giáo hội địa phương, ông từng đảm trách vai trò Tổng giám mục đô thành Tổng giáo phận Kirkuk (Canđê) trước khi tiến đến trở thành Thượng phụ Giáo hội Công giáo Canđê (2003 - 2013), Giám quản Tông Tòa Giáo phận Sulaimaniya (Chaldean) (2010 - 2013). Ông được vinh thăng Hồng y ngày 29 tháng 6 năm 2018, bởi Giáo hoàng Phanxicô.

## Tiểu sử
Hồng y Louis Raphaël I Sako sinh ngày 4 tháng 7 năm 1948 tại Zākhō, Iraq. Sau quá trình tu học dài hạn tại các cơ sở chủng viện theo quy định của Giáo luật, ngày 1 tháng 6 năm 1974, Phó tế Sako, 26 tuổi, tiến đến việc được truyền chức linh mục. Tân linh mục là thành viên linh mục đoàn Tổng giáo phận Mossul (Chaldean).
Sau 28 năm thi hành các công việc mục vụ với thẩm quyền và cương vị của một linh mục, ngày 24 tháng 10 năm 2002, Giáo hội Chaldeans chọn linh mục Louis Sako, 54 tuổi, làm Tổng giám mục đô thành Tổng giáo phận Kerkūk (Chaldean). Sau khoảng thời gian xem xét, Tòa Thánh chính thức công bố việc tuyển chọn linh mục Louis Sako gia nhập Giám mục đoàn Công giáo Hoàn vũ, với vị trí được bổ nhiệm là Tổng giáo phận Kerkūk (Chaldean), vào ngày 27 tháng 9 năm 2003. Lễ tấn phong cho vị giám mục tân cử được tổ chức sau đó vào ngày 14 tháng 11 cùng năm tại Tu viện Antonins de Saint Hormizda, Mossul, Tổng giáo phận Mossul (Chaldean), với phần nghi thức chính yếu được cử hành cách trọng thể bởi 3 giáo sĩ cấp cao, gồm chủ phong là Tổng giám mục André Sana, Nguyên Tổng giám mục đô thành Tổng giáo phận Kerkūk (Chaldean); hai vị giáo sĩ còn lại, với vai trò phụ phong, gồm có Tổng giám mục Paulos Faraj Rahho, Tổng giám mục đô thành Tổng giáo phận Mossul (Chaldean) và Giám mục Shlemon Warduni, giám mục Giáo triều, Giáo hội Công giáo Chladens.
Song song với nhiệm Tổng giám mục đô thành Tổng giáo phận Kirkuk (Chaldeans), ông còn kiêm nhiệm Giám quản Tông Tòa Giáo phận Sulaimaniya (Chaldean) từ năm 2010 đến năm 2013.
Sau 10 năm được chọn làm Giám mục, ngày 31 tháng 1 năm 2013, Hội đồng Giáo hội Công giáo Chaldenas nhóm họp, tại đây, các giám mục của Giáo hội đã nhất trí chọn Giám mục Louis Sako, chưa tròn 65 tuổi, làm Thượng phụ Tòa Thượng phụ Babylon kiêm nhiệm chức vụ Tổng giám mục Tổng giáo phận Baghdad (Chaldean), chức đứng đầu Giáo hội này. Đi kèm với chức Thượng phụ, ông còn đảm nhiệm vai trò Chủ tịch Hội đồng Giám mục Công giáo Chaldeans, Chủ tịch Hội đồng Giám mục Công giáo Chladens Iraq. Một ngày sau đó, ngày 1 tháng 2, Giáo hội Công giáo Rôma chính thức chuẩn thuận sự bầu chọn này của Giáo hội Công giáo Chaldens, giáo hoàng cũng ra văn thư "bổ nhiệm" Tân Thượng phụ Louis Raphaël I Sako.
Bằng việc tổ chức công nghị Hồng y năm 2018 được cử hành chính thức vào ngày 29 tháng 6, Giáo hoàng Phanxicô đưa ra quyết định vinh thăng Thượng phụ Louis Raphaël I Sako tước vị danh dự của Giáo hội Công giáo, Hồng y. Tân Hồng y thuộc Đẳng Hồng y Thượng phụ. Năm 2022, Tòa Thượng phụ Babylon đổi tên thành Tòa Thượng phụ Baghdad.